# 江口浩一
江口 浩一（えぐち こういち、1956年10月23日 - ）は、日本の化学工学者。京都大学名誉教授。元石油学会会長。元触媒学会会長。

## 人物・経歴
1979年九州大学工学部応用化学科卒業。1984年九州大学大学院総合理工学研究科材料開発工学専攻博士課程修了、工学博士。同年九州大学大学院総合理工学研究科助手。1985年同講師。1986年同助教授。
フランス・ボルドー大学CNRS固体化学研究所研究員を経て、1998年九州大学大学院総合理工学研究科教授に昇格。1999年東京大学大学院工学系研究科教授併任。2000年京都大学大学院工学研究科教授。
1990年日本化学会進歩賞受賞。1993年触媒学会触媒調製化学振興会触媒調製化学賞受賞。1996年石油学会奨励賞受賞。2012年触媒学会学会賞受賞。2014年石油学会学会賞受賞。2017年触媒学会会長。2018年石油学会会長。2022年京都大学名誉教授。